# Kirsten Emmelmann
Kirsten Siemon-Emmelmann (Warnemünde, 19 aprile 1961) è un'ex velocista tedesca.
In carriera è stata campionessa mondiale ed europea della staffetta 4×400 metri.

## Palmarès
| Anno | Manifestazione  | Sede      | Evento      | Risultato  | Prestazione | Note                  |
| ---- | --------------- | --------- | ----------- | ---------- | ----------- | --------------------- |
| 1982 | Europei         | Atene     | 4×400 m     | Oro        | 3'19"05     | Record mondiale       |
| 1985 | Europei indoor  | Il Pireo  | 200 m piani | Argento    | 23"06       |                       |
| 1986 | Europei indoor  | Madrid    | 200 m piani | Bronzo     | 23"28       |                       |
| 1986 | Europei         | Stoccarda | 400 m piani | 4ª         | 50"43       |                       |
| 1986 | Europei         | Stoccarda | 4×400 m     | Oro        | 3'16"87     | Record dei campionati |
| 1987 | Europei indoor  | Liévin    | 200 m piani | Oro        | 23"10       |                       |
| 1987 | Mondiali        | Roma      | 400 m piani | Bronzo     | 50"20       |                       |
| 1987 | Mondiali        | Roma      | 4×400 m     | Oro        | 3'18"63     |                       |
| 1988 | Giochi olimpici | Seul      | 400 m piani | Semifinale | 50"39       |                       |
| 1988 | Giochi olimpici | Seul      | 4×400 m     | Bronzo     | 3'18"29     |                       |

## Altre competizioni internazionali
1987
- Coppa Europa di atletica leggera ( Praga)